# Juan Antonio Di Lorenzo
Juan Antonio Di Lorenzo (Quilmes, Argentina; 6 de julio de 1998) es un futbolista argentino que se desempeña como defensor.

## Trayectoria

### Independiente
Se formó como jugador en las inferiores de Independiente. Disputó dos encuentros en primera con el club.

## Selección nacional

### Selección Argentina Sub-20
El 25 de enero de 2015, Miguel Ángel Lemme incluyó a Juan Di Lorenzo en la Preselección Sub-17 de 31 jugadores para disputar el Campeonato Sudamericano Sub-17 a disputarse en Paraguay, de esta nómina quedarán 22 jugadores. Los jugadores se entrenarán de cara al certamen a partir del 26 de enero.
El 20 de febrero de 2015, Miguel Ángel Lemme, director técnico de la Selección Argentina Sub-17, entregó una lista con los 22 futbolistas en el cual fue convocado para que comenzara a entrenarse de cara al Campeonato Sudamericano Sub-17 de la categoría que se disputará a partir de marzo en Paraguay.
A mediados de octubre de  2015 Juan Di Lorenzo diputo la Copa Mundial en Chile, hizo su debut en el seleccionado argentino en el encuentro ante Australia. En 2016 participó en el torneo COTIF L'ACUDIA en España con la Selección sub-20 de Argentina.

#### Participaciones con la selección
| N.º | Torneo                   | Sede     | Resultado  |
| --- | ------------------------ | -------- | ---------- |
| 1   | Sudamericano Sub-17 2015 | Paraguay | Subcampeón |

#### Detalle
| \| N.º \| Fecha \| Estadio \| Local \| Resultado \| Visitante \| Goles \| Asist. \| Competición \| \| ----- \| ---------- \| ----------------------------------------------------- \| --------- \| --------- \| --------- \| ----- \| ------ \| ------------------- \| \| 1 \| 10-03-2015 \| Estadio Feliciano Cáceres, Luque, Paraguay \| Argentina \| 4-1 \| Bolivia \| \| \| Sudamericano Sub-17 \| \| 2 \| 14-03-2015 \| Estadio Lic. Erico Galeano Segovia, Capiatá, Paraguay \| Argentina \| 1-0 \| Chile \| \| \| Sudamericano Sub-17 \| \| 3 \| 17-03-2015 \| Estadio Feliciano Cáceres, Luque, Paraguay \| Brasil \| 0-1 \| Argentina \| \| \| Sudamericano Sub-17 \| \| 4 \| 20-03-2015 \| Estadio Dr. Nicolás Leoz, Asunción, Paraguay \| Paraguay \| 1-4 \| Argentina \| \| \| Sudamericano Sub-17 \| \| Total \| \| Presencias \| 4 \| \| Goles \| 0 \| 0 \| \| |            |                                                       |           |           |           |       |        |                     |
| N.º | Fecha      | Estadio                                               | Local     | Resultado | Visitante | Goles | Asist. | Competición         |
| 1 | 10-03-2015 | Estadio Feliciano Cáceres, Luque, Paraguay            | Argentina | 4-1       | Bolivia   |       |        | Sudamericano Sub-17 |
| 2 | 14-03-2015 | Estadio Lic. Erico Galeano Segovia, Capiatá, Paraguay | Argentina | 1-0       | Chile     |       |        | Sudamericano Sub-17 |
| 3 | 17-03-2015 | Estadio Feliciano Cáceres, Luque, Paraguay            | Brasil    | 0-1       | Argentina |       |        | Sudamericano Sub-17 |
| 4 | 20-03-2015 | Estadio Dr. Nicolás Leoz, Asunción, Paraguay          | Paraguay  | 1-4       | Argentina |       |        | Sudamericano Sub-17 |
| Total |            | Presencias                                            | 4         |           | Goles     | 0     | 0      |                     |

No incluye partidos amistosos.

## Clubes
| Club                    | País      | Año       |
| ----------------------- | --------- | --------- |
| Independiente           | Argentina | 2018-2021 |
| UD Socuéllamos (Cedido) | España    | 2018      |
| OF Ierapetras           | Grecia    | 2021-2022 |
| KF Llapi                | Kosovo    | 2022-2023 |

## Estadísticas

### Selección nacional
Actualizado al 24 de febrero de 2015.
| Selección        | Año           | Amistoso | Amistoso | Amistoso | Eliminatorias | Eliminatorias | Eliminatorias | Mundial | Mundial | Mundial | Copa América | Copa América | Copa América | Juegos Olímpicos | Juegos Olímpicos | Juegos Olímpicos | Copa México de Naciones | Copa México de Naciones | Copa México de Naciones | Juegos Suramericanos | Juegos Suramericanos | Juegos Suramericanos | Total | Total | Total |
| Selección        | Año           | PJ       | G        | A        | PJ            | G             | A             | PJ      | G       | A       | PJ           | G            | A            | PJ               | G                | A                | PJ                      | G                       | A                       | PJ                   | G                    | A                    | PJ    | G     | A     |
| ---------------- | ------------- | -------- | -------- | -------- | ------------- | ------------- | ------------- | ------- | ------- | ------- | ------------ | ------------ | ------------ | ---------------- | ---------------- | ---------------- | ----------------------- | ----------------------- | ----------------------- | -------------------- | -------------------- | -------------------- | ----- | ----- | ----- |
| Argentina Sub-17 | 2015          | 0        | 0        | -        | -             | -             | -             | 0       | 0       | 0       | 4            | 0            | 0            | -                | -                | -                | -                       | -                       | -                       | -                    | -                    | -                    | 4     | 0     | 0     |
| Argentina Sub-17 | Total         | 0        | 0        | -        | -             | -             | -             | 0       | 0       | 0       | 4            | 0            | 0            | -                | -                | -                | -                       | -                       | -                       | -                    | -                    | -                    | 4     | 0     | 0     |
| Total carrera    | Total carrera | 0        | 0        | -        | -             | -             | -             | 0       | 0       | 0       | 4            | 0            | 0            | 0                | 0                | 0                | 0                       | 0                       | 0                       | 0                    | 0                    | 0                    | 4     | 0     | 0     |